# 20357 Shireendhir
A 20357 Shireendhir (ideiglenes jelöléssel 1998 HP147) a Naprendszer kisbolygóövében található aszteroida. A LINEAR projekt keretében fedezték fel 1998. április 23-án.